# Sphaenorhynchus palustris
Sphaenorhynchus palustris és una espècie de granota endèmica del Brasil.